# Philosophique (revue)
 (août 2017).
Si vous disposez d'ouvrages ou d'articles de référence ou si vous connaissez des sites web de qualité traitant du thème abordé ici, merci de compléter l'article en donnant les références utiles à sa vérifiabilité et en les liant à la section « Notes et références ».
Ne pas confondre avec la revue Philosophiques, organe officiel de la Société de philosophie du Québec.
Philosophique (sous-titre Annales littéraires de l'Université de Franche-Comté) est une revue de philosophie fondée en 1986, autour de Louis Ucciani. Elle a longtemps été éditée par le Centre de documentation et de bibliographie philosophiques, créé en 1959 par Gaston Berger et Gilbert Varet puis par les éditions Kimé ; elle est disponible en version numérique sur OpenEdition Journals. 
Elle paraît une fois par an. 
Elle s'est fixé comme objectif de « susciter la réflexion autour d’un thème choisi en fonction du programme de l’agrégation de philosophie ». Par ailleurs, elle veut contribuer à « faire apparaître les termes et les formes les plus récentes de la recherche philosophique ».